# Namanereis sublittoralis
Namanereis sublittoralis är en ringmaskart som beskrevs av Glasby 1999. Namanereis sublittoralis ingår i släktet Namanereis och familjen Nereididae. Inga underarter finns listade i Catalogue of Life.